# Canal marítimo Bruxelas-Escalda

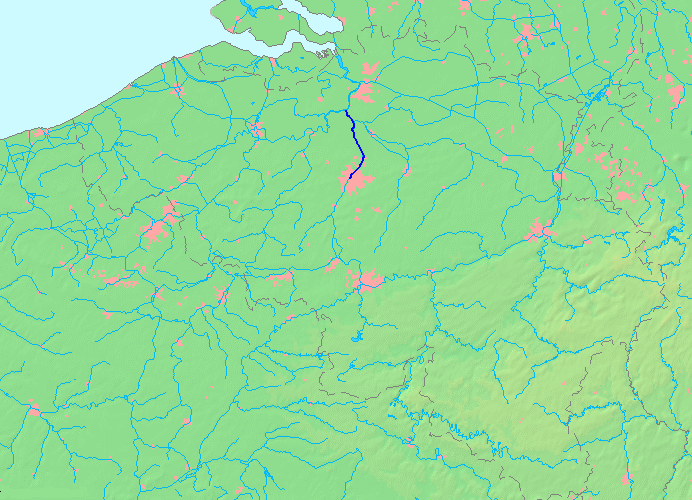
Localização do Canal marítimo Bruxelas-Escalda na Bélgica

O canal marítimo Bruxelas-Escalda é um canal belga que faz a ligação entre o Porto de Bruxelas e o rio Escalda, na embocadura do rio Rupel, a montante do Porto de Antuérpia e do Mar do Norte, numa extensão de 28 km, inscrevendo-se num eixo norte-sul que se prolonga pelo Canal Bruxelas-Charleroi até às bacias dos rios Sambre e Mosa.
Desde 1997 tem um gabarito de classe VI, acessível a embarcações fluviomarítimas de 4500 toneladas.
Atravessa duas regiões da Bélgica, razão pela qual é gerido por duas entidades diferentes ligadas a Bruxelas e à Flandres.

## História

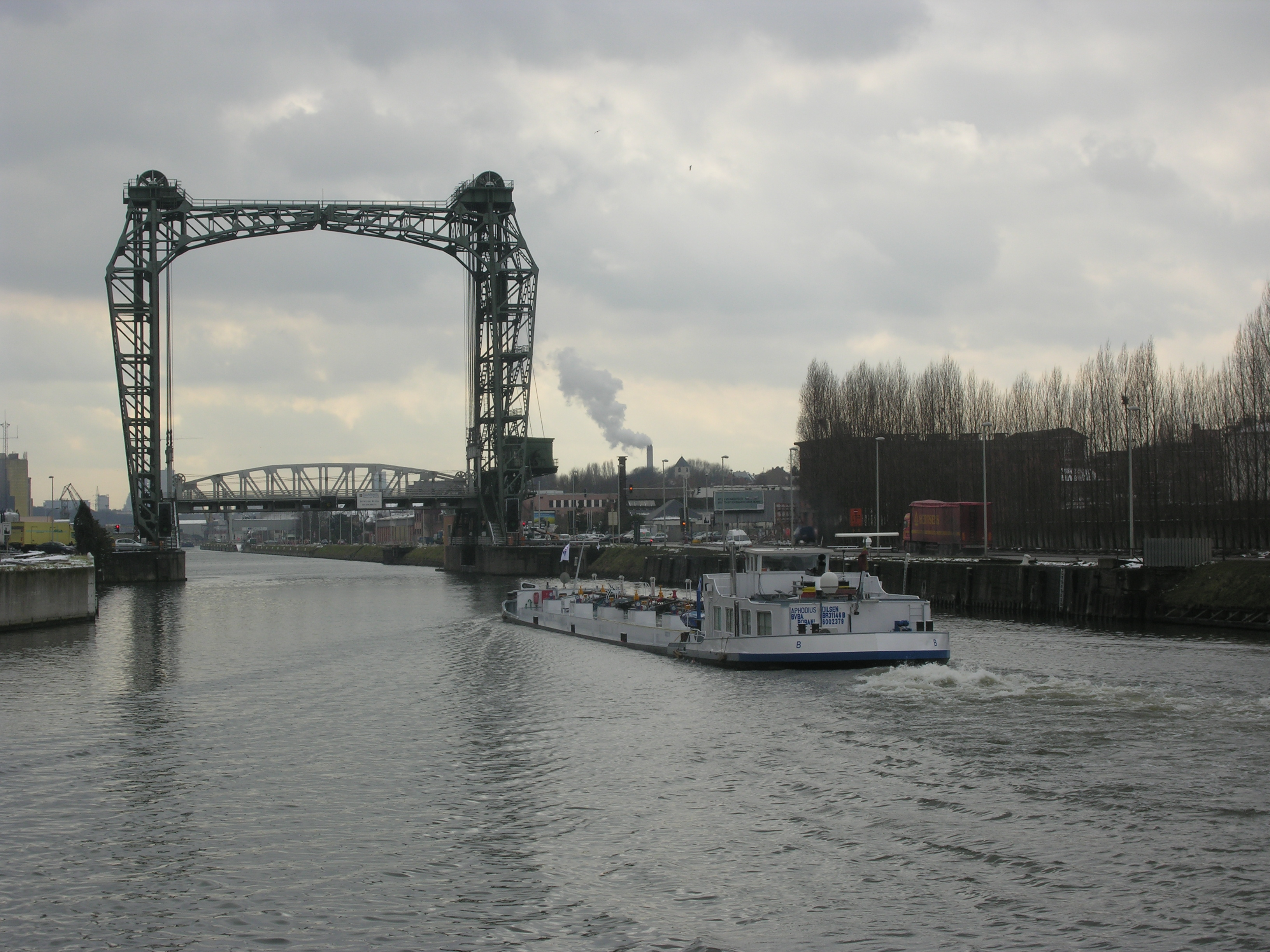
Ponte de Buda à entrada do Porto de Bruxelas

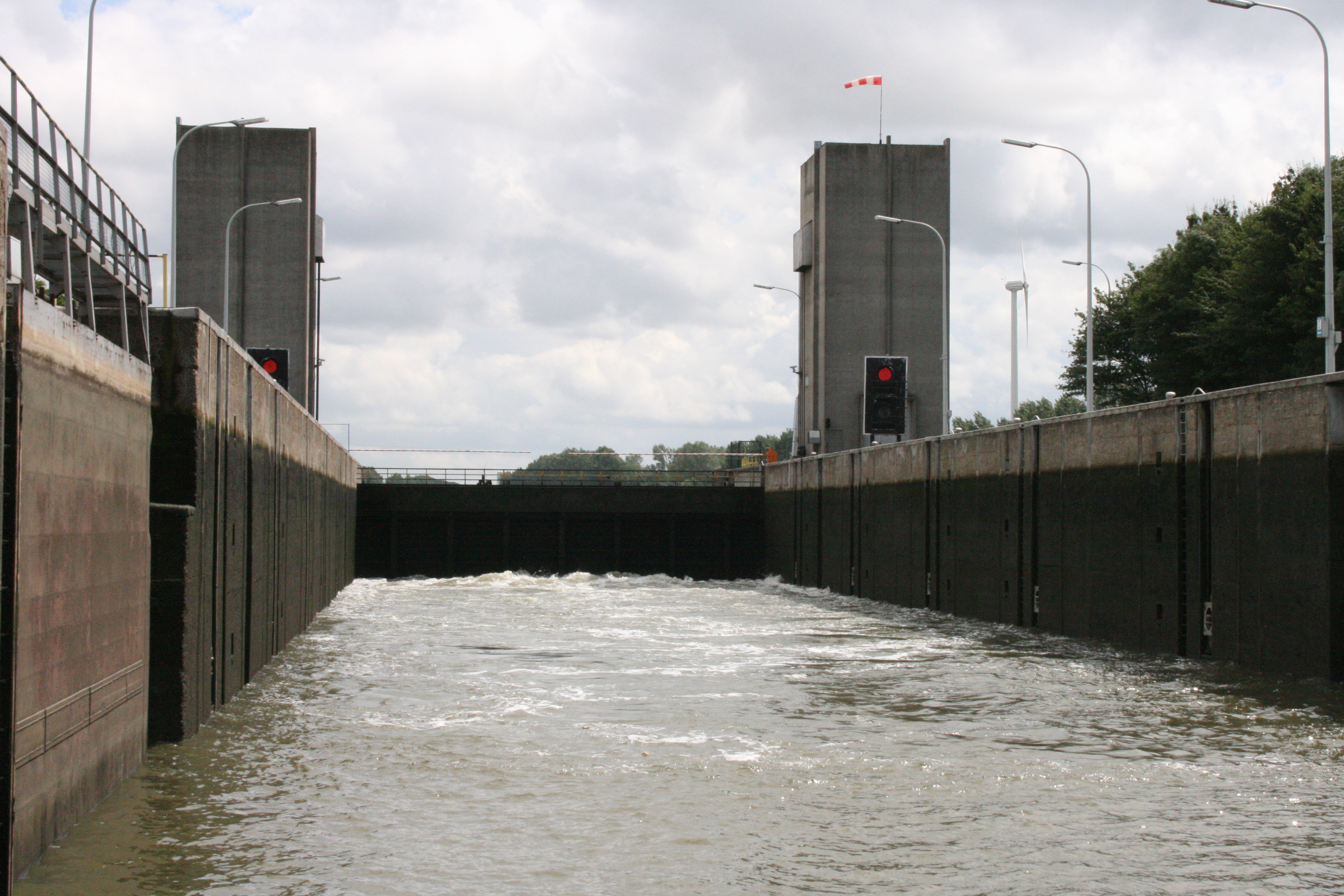
Eclusa de Zemst

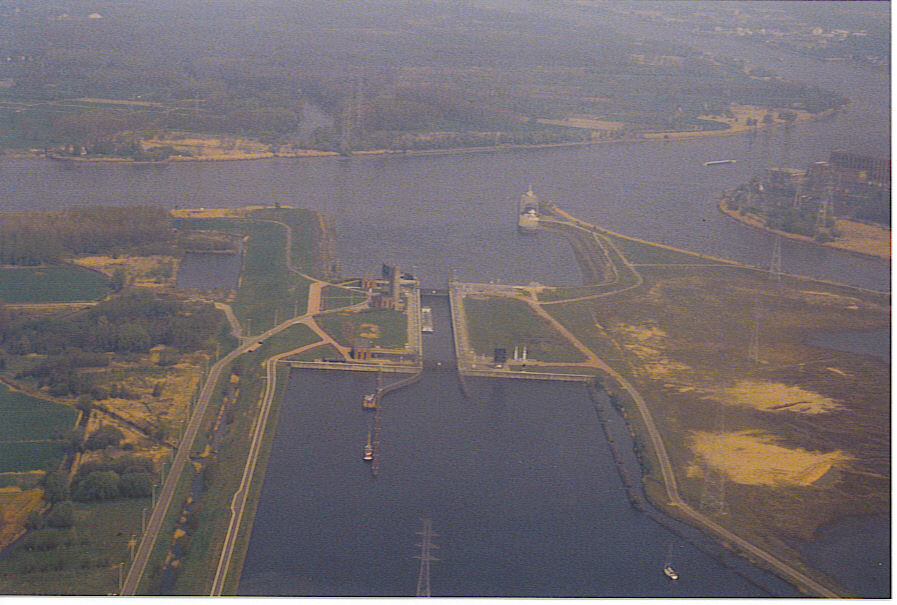
Eclusa de Wintam-Hingene à entrada do Escalda

O canal data de 1561, à época do domínio espanhol, sendo uma das hidrovias mais antigas da Bélgica e da Europa. Sofreu várias intervenções ao longo dos séculos, nomeadamente a iniciada em 1965, que lhe conferiu as características actuais.

## Características técnicas actuais
- Largura do canal de navegação: 55 m

### Cotas
- Bruxelas: 13,30 m
- Escalda: nível das marés

### Obras de arte
Os desníveis são vencidos por duas eclusas situadas na Flandres:
- Zemst: Eclusa n.º 1 (205 m x 25 m) – desnível de … m
- Wintam-Hingene: Eclusa n.º 2 (205 m x 25 m) – desnível de … m